# Пиер Теяр дьо Шарден
Пиер Теяр дьо Шарден (на френски: Pierre Teilhard de Chardin) е френски учен, палеонтолог, антрополог, теолог и философ.

## Биография
Роден е на 1 май 1881 година в замъка Сарсена в департамент Пюи дьо Дом, недалеч от Клермон Феран, регион Оверн, Франция. След завършването на обучението си в йезуитския колеж в Монж, се подстригва за монах и през 1899 г. влиза в ордена на йезуитите. В периода от 1901 до 1905 г. изучава философия и теология в католическата семинария на остров Джърси. От 1905 до 1908 г. живее в Кайро, където преподава физика и химия и където възниква интересът му към палеонтологията. Завръща се в Англия и продължава теологическото си образование в Хейстингс. През 1911 г. приема свещенически сан. Следва специализация по палеонтология в Париж, а след това взема участие в Първата световна война като военен свещеник и санитар.
През 1920 г. става професор в Католическия институт в Париж, две години по-късно получава докторска степен по палеонтология в Сорбоната. През 1923 – 1925 г. участва в палеонтологическа експедиция в китайската провинция Тиендзин. През 1926 е принуден да напусне Католическия институт, след като възгледите му за първородния грях са обявени за несъответстващи на църковното учение. Заминава отново за Китай, където прекарва с известни прекъсвания около 20 години и където през 1929 г. става един от съоткривателите на синантропа при разкопки в Чжоукоедян край Пекин. Участва също в експедиции в Монголия, Индия, Индонезия и Северна Африка.
Втората световна война затруднява работата на Теяр дьо Шарден, но въпреки трудностите, през 1940 г. той е съосновател на Геобиологическия институт в Пекин. Сътрудничи и с информация на съюзническите сили.
През 1946 г. се завръща в Париж. Посещава Рим, където се опитва без успех да получи благословията на католическата църква да публикува богословско-философските си съчинения. Въпреки това някои от произведенията му се разпространяват и оказват силно влияние върху научната общественост. През 1952 г. се заселва в Ню Йорк, където до смъртта си се занимава с антропология.
Умира на 10 април 1955 година в Ню Йорк на 73-годишна възраст. След смъртта му негови приятели и съмишленици издават от 1957 до 1976 13 тома, в които са включени почти всички негови съчинения.

## Философско и богословско творчество
Трудно е да се определи границата между теологията и философията в творчеството на Теяр дьо Шарден. Той създава цялостна мирогледна система, в която се опитва на „помири“, използвайки метода на феноменологията, научните и религиозните възгледи за света. Според Теяр дьо Шарден конфликтът между научните и религиозните догми е изкуствен и може да бъде решен не на основата на елиминирането на една от тези две страни на човешкото познание, а по пътя на техния синтез.
Теяр дьо Шарден създава еволюционна теория, твърде различна от дарвиновата. Еволюцията той разбира в смисъла на телеологията. Според тази теория Божественото начало е скрито в „сърцето на материята“ и насочва нейното развитие. Като целенасочен космически процес, еволюцията представлява развитие на материята и енергията, при което те все повече се усъвършенстват и одухотворяват. Така възниква понятието „ноосфера“ (сфера на ума – Теяр дьо Шарден не е автор на термина, но го разработва най-задълбочено), която надраства по-низшите сфери на мъртвата материя (предбиосфера) и биосферата. По-нататъшното развитие е възможно само на колективна основа. Техническият и стопанският прогрес са важно условие да по-нататъшното развитие, но решаващ е духовният фактор. Крайна цел на така описваната еволюция е есхатологичната „точка Омега“, където се осъществява конвергенцията на цялото мироздание и „ноосферата“ преминава в още по-висшето състояние на „свръхперсонализация“. „Точката Омега“ е духовният център, който въздейства върху развитието на феномените чрез т. нар. „радиална“ (психична) енергия, отъждествявана с Божествената благодат, която именно движи еволюцията към все по-сложни форми. Радиалната енергия се различава от „тангенциалната“ (физична), но действа в синхрон с нея.
Теяр дьо Шарден критикува емпиричната наука заради дълбоката пропаст, която съществува в науките за Вселената и науките за човека. Според него именно човекът, който е „ос и връх на еволюцията“ е основата, „най-синтетичното състояние, в което ни е достъпна тъканта на универсума“, чрез която може да бъде разбран светът.
Църквата Теяр дьо Шарден определя като „главен отряд на еволюиращото човечество“, но я критикува заради начина, по който прекалено дуалистично разделя природата, историята, вярата, спасението и Божията благодат. Доколкото човекът е призван да сътрудничи на Бога при завършването на творението, вярата трябва да го подтиква не към бягство от материята и историята, а към стремеж за съединяване с Бога посредством участие в усъвършенстването на творението и създаването на съвършено човешко общество.

## Рецепция
Въпреки че е отхвърлено от Католическата църква, учението на Теяр дьо Шарден оказва силно влияние на известни католически среди и извън тях.
В течение на ХХ в. рефлексията на множество учени и философи (Джулиан Хъксли, Питър Медауар, Даниел Денет) завършва със силно критични мнения за творчеството на Шарден. В последните години трансхуманистите се противопоставят на тези изводи.

## Произведения
- Le Phénomène Humain (1955), написана през 1938 – 1940, научно изложение на теорията на Теяр дьо Шарден за еволюцията
Човешкият феномен, български превод С., 1994
- L'Apparition de l'homme (1956)
- Le Groupe Zoologique Humain (1956), написана през 1949, по-детайлно представяне на Теяровата теория
- La Vision du passé (1957)
- Le Milieu Divin (Божествената среда, 1957), духовна книга, написана през 1926 – 1927, в която авторът предлага път за правилен всекидневен живот.
- L'Avenir de l'Homme (1959), есета, писани през 1920 – 1952, за еволюцията на съзнанието (noosphere).
Бъдещето на човека, български превод. София: Захарий Стоянов, 2003, 304 с. ISBN 954-739-293-X
- L'Energie Humaine (1962), есета, писани през 1931 – 1939, върху морала и любовта.
- L'Activation de l'énergie (1963), продължение на L'Energie Humaine, есета, писани през 1939 – 1955, но непредвидени за публикуване.
- La Place de l'homme dans la nature (1965)
- Science et Christ (1965)
- Comment je crois (1969)
- Les Directions de l'avenir (1973)
- Écrits du temps de la guerre (1975)
- Le Cœur de la matière (1976)